# Musikåret 1989

## Händelser
- 11 mars – Tommy Nilssons låt "En dag" vinner den svenska uttagningen till Eurovision Song Contest i den nybyggda Globen i Stockholm [1].

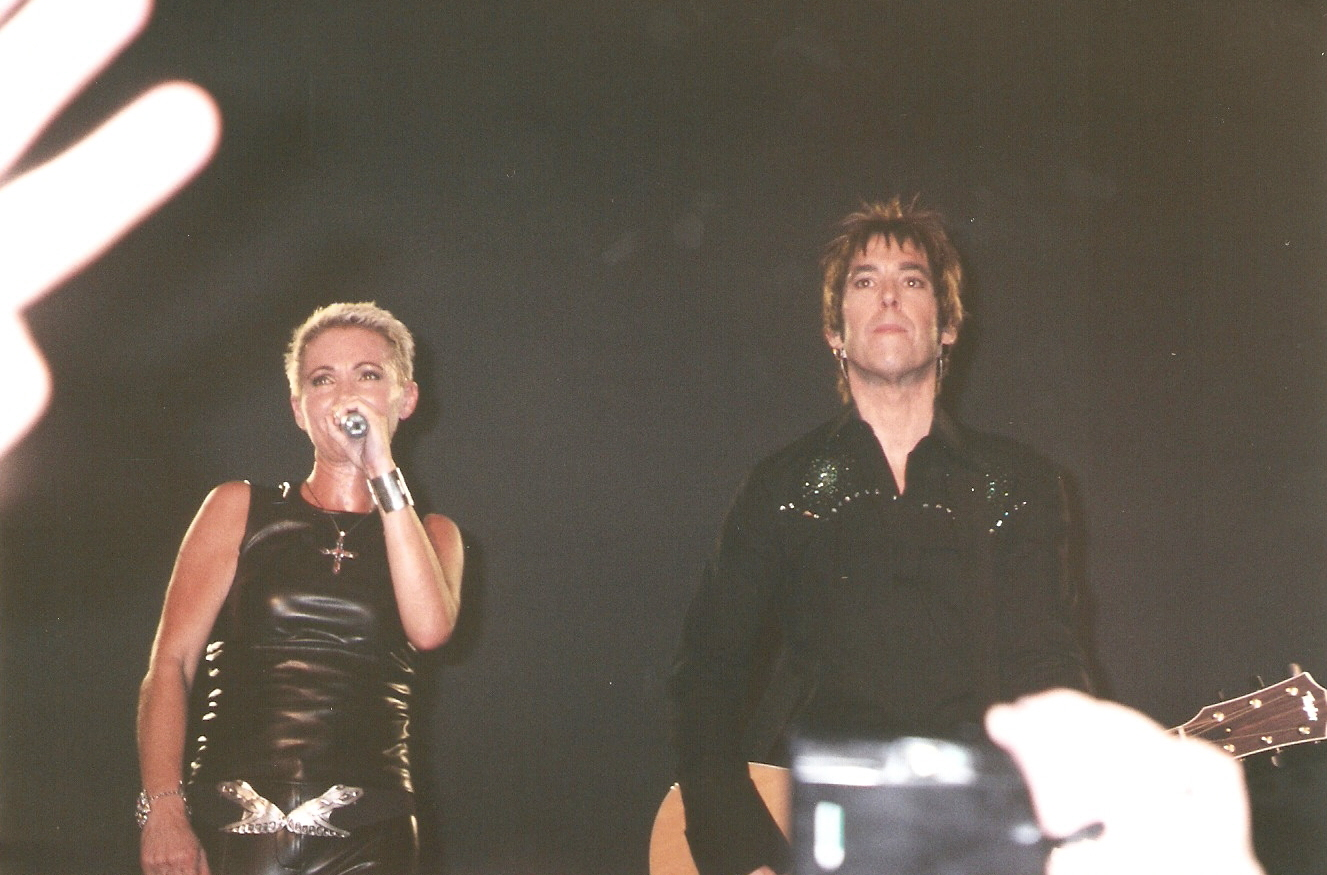
Roxette.

- 29 mars – Roxette blir med singeln The Look tredje svenska akt att toppa den amerikanska singellistan.[2]
- 9 april – Grammisutdelningar detta år.[2]
- 11 april – Frank Sinatra, Sammy Davis Jr. och Liza Minnelli ger konsert på Hamburger Börs i Stockholm à 10 000 kronor per biljett.[2]
- 6 maj – Rivas låt Rock Me vinner Eurovision Song Contest i Lausanne för Jugoslavien [3].
- 15 juni – Albumet Bleach släpps av Nirvana, men blir ingen större kommersiell succé.
- 11 december – Peter Jöback vinner talangtävlingen Talang 89 på Chinateatern i Stockholm.
- okänt datum – Svenska popgruppen Style upplöses.

## Priser och utmärkelser
- Atterbergpriset – Torbjörn Iwan Lundquist
- Birgit Nilsson-stipendiet – Ulla Gustafsson och Elisabeth Meyer-Topsoe
- Stora Christ Johnson-priset – Hans Eklund för mångårigt symfoniskt skapande
- Mindre Christ Johnson-priset – Jan Sandström
- Cornelis Vreeswijk-stipendiet – Sven Zetterberg
- Crusellstipendiet – Per Borin
- Fred Åkerström-stipendiet – Ewert Ljusberg
- Hambestipendiet – Barbara Helsingius, Finland
- Hugo Alfvénpriset – Hanser Lina Göransson
- Jan Johansson-stipendiet – Palle Danielsson
- Jazz i Sverige – Lulu Alke
- Jenny Lind-stipendiet – Jeanette Bjurling
- Johnny Bode-stipendiet – Anders Glenmark
- Jussi Björlingstipendiet – Inger Blom
- Medaljen för tonkonstens främjande – Kurt Bendix, Julius Jacobsen, Ingvar Lidholm och Hans Nordmark
- Norrbymedaljen – Stefan Parkman
- Rosenbergpriset – Sven-Eric Johanson
- Spelmannen – Snyko (Stockholms nya kammarorkester)
- Svenska Dagbladets operapris – Mikael Samuelson
- Ulla Billquist-stipendiet – Anne-Lie Rydé
- Årets körledare – Anders Lindström

### Grammisgalan
Grammisgalan delade ut följande priser i början av 1990:
- Årets popgrupp: Visitors Two
- Årets kvinnliga popartist: Irma Schultz Keller, albumet Då staden har vaknat
- Årets manliga popartist: Orup, albumet 2
- Årets rockgrupp: Wilmer X, albumet Klubb Bongo
- Årets kvinnliga rockartist: Eva Dahlgren, albumet Fria världen 1989
- Årets manliga rockartist: Jakob Hellman, albumet ...och stora havet
- Årets artist: Creeps
- Årets kompositör: Orup
- Årets nykomling: Titiyo
- Årets textförfattare: Marie Bergman
- Årets LP: Jerry Williams JW
- Årets låt: Eva Dahlgren med Ängeln i rummet
- Årets barnskiva: Blandade artister Resan till Melonia
- Årets dansband: Lasse Stefanz
- Årets folkmusik: Åsa Jinder Men inom mig log hjärtat
- Årets instrumentella: Benny Andersson November 1989
- Årets jazz: Monica Zetterlund Monica Z
- Årets musikvideo: Walk on Water What's the Noice
- Juryns specialpris: Klas Lunding

## Årets album
Vänligen sortera soloartister på efternamn, musikgrupper på förstabokstaven (utan engelskans "The" och "A")

### A – G
- Aerosmith – Pump
- Anthrax – Penikufesin (EP)
- Svend Asmussen – Fiddler Supreme
- Bad Religion – No Control
- Ankie Bagger – Where Were You Last Night
- Black Sabbath – Headless Cross
- Dead or Alive – Nude
- Blind Guardian – Follow the Blind
- Boogie Down Productions – Getto Music
- Kate Bush – The Sensual World
- Phil Collins – But Seriously
- Eric Clapton – Journeyman
- Julee Cruise – Floating into the Night
- The Cult – Sonic Temple
- The Cure – Disintegration
- Kikki Danielsson – Canzone d'amore
- Miles Davis – Aura
- De La Soul – 3 Feet High and Rising
- Kool Moe Dee – Knowledge Is King
- Heavy D & The Boyz – Big Tyme
- Devil Doll – The Girl Who Was... Death
- Dion – Yo Frankie
- The D.O.C. – No One Can Do It Better
- Dream Theater – When Dream and Day Unite
- Bob Dylan – Oh Mercy
- Erasure – Wild!
- Eurythmics – We Too Are One
- Faith No More – The Real Thing
- Gamma Ray – Heading for Tomorrow
- Great White – ...Twice Shy
- Hole – The First Session

### H – R
- Jakob Hellman – …och stora havet
- Toni Holgersson – Toni Holgersson
- Iced Earth – Enter the Realm
- Ice-T – The Iceberg/Freedom of Speech... Just Watch What You Say!
- Holly Johnson – Blast
- Janet Jackson – Rhythm Nation 1814
- Keith Jarrett – Changeless
- Keith Jarrett – Personal Mountains
- Björn J:son Lindh - Svensk rapsodi
- Björn J:son Lindh och Staffan Scheja - Europa Opus III, Bridges
- The Jungle Brothers – Done by the Forces of Nature
- Kiss – Hot in the Shade
- Tommy Körberg – Julen är här
- KMFDM – UAIOE
- Lenny Kravitz – Let Love Rule
- LL Cool J – Walking with a Panther
- Lotta & Anders Engbergs orkester – Genom vatten och eld[4]
- Madonna – Like a Prayer
- Richard Marx – Repeat Offender
- Milli Vanilli – Girl You Know It's True
- Morrissey – Bona Drag
- Mötley Crüe – Dr. Feelgood
- Neneh Cherry – Raw Like Sushi
- New Order – Technique
- Nine Inch Nails – Pretty Hate Machine
- Nirvana – Bleach
- Nitzer Ebb – Belief
- No Use for a Name – You Bug Me
- NOFX – S&M Airlines
- The Offspring – The Offspring (debut)
- Roy Orbison – Mystery Girl
- Ozzy Osbourne – No Rest for the Wicked
- Gilbert O'Sullivan – In the Key of G
- Dolly Parton – White Limozeen
- Tom Petty – Full Moon Fever
- The Pixies – Doolittle
- Queen – The Miracle
- The Ramones – Brain Drain
- The Real Group – Nothing But The Real Group
- Red Hot Chili Peppers – Mother's Milk
- The Rolling Stones – Steel Wheels
- Rush – Presto

### S – Ö
- Sanne Salomonsen – Sanne
- Vonda Shepard – Vonda Shepard
- Skid Row – Skid Row
- Soul II Soul – Keep On Movin'
- Soundgarden – Louder Than Love
- The Stone Roses – The Stone Roses
- Ted Ström – Intercity
- The Sugarcubes – Here Today, Tomorrow, Next Week!
- Suicidal Tendencies – Controlled By Hatred/Feel Like Shit...Déjà Vu
- Tears for Fears – The Seeds of Love
- Thåström – Thåström
- Tina Turner – Foreign Affair
- Monica Törnell – Vive la Mystique
- Magnus Uggla – 35-åringen
- Freddie Wadling – Something Wicked This Way Comes
- The Violent Femmes – 3
- Anna Vissi – Fotia
- XTC – Oranges and Lemons
- Monica Zetterlund – Monica Z

## Årets singlar och hitlåtar
Vänligen sortera soloartister på efternamn, musikgrupper på förstabokstaven (utan engelskans "The" och "A")
- Alien (musikgrupp) – The Air That I Breathe
- Paula Abdul – Straight Up
- Big Daddy Kane – I Get the Job Done
- Big Daddy Kane – Smooth Operator
- The Bangles – Eternal Flame
- Bobby Brown – Every Little Step
- Bobby Brown – On Our Own
- Bobby Brown – Rock witcha'
- Bobby Brown – Roni
- Belinda Carlisle – Leave a Light On
- Phil Collins – Another Day in Paradise
- Alice Cooper – Poison
- Michael Cooper – Should Have Been You
- Dag Vag – Du får aldrig nog
- Eva Dahlgren – Ängeln i rummet
- Kikki Danielsson – Lätta dina vingar
- De La Soul – Me Myself & I
- Edelweiss – Bring Me Edelweiss
- Edie Brickell & New Bohemians – What I Am
- Tommy Ekman – Hänger utanför din dörr
- Marie Fredriksson – Sparvöga
- Guy – My Fantasy
- Jakob Hellman – Hon har ett sätt
- Jakob Hellman – Vara vänner
- Janet Jackson – Miss You Much
- Janet Jackson –  Rhythm Nation
- Holly Johnson – Love Train
- Holly Johnson – Americanos
- The Jungle Brothers – What U Waitin' 4
- Kaoma – Lambada
- Sofia Källgren – Längtans vind
- Kashif – Personality
- Kool Mo Dee – I Go to Work
- Lasse Stefanz med Christina Lindberg – De sista ljuva åren
- Lotta & Anders Engbergs orkester – Genom vatten och eld
- Lotta & Anders Engbergs orkester – Melodin
- Madonna – Express Yourself
- Madonna – Like a Prayer
- Martika – Toy Soldiers
- Richard Marx – Right Here Waiting
- Maze featuring Frankie Beverly – Can't Get Over You
- Milli Vanilli – Girl, You Know It's True
- Milli Vanilli – Blame It On the Rain
- Milli Vanilli – Girl, I'm Gonna Miss You
- Neneh Cherry – Buffalo Stance
- New Kids on the Block – Hangin' Tough
- Niklas Strömstedt – Sista morgonen
- Tommy Nilsson – En dag
- Orup – Då står pojkarna på rad
- Orup – Regn hos mej
- Dolly Parton – Why'd You Come in Here Lookin' Like That
- Dolly Parton – Yellow Roses
- Pet Shop Boys – It's Alright
- Public Enemy – Fight the Power
- Mikael Rickfors – Vingar
- Roxette – The Look [5]
- Roxette – Dangerous [5]
- Christer Sandelin – Det hon vill ha
- Simple Minds – Ballad of the Streets EP
- Simply Red – If You Don't Know Me By Now
- Skid Row – 18 and Life
- Skid Row – Youth Gone Wild
- Soul II Soul – Back to Life
- Soul II Soul – Keep on Movin
- Lisa Stansfield – All Around the World
- Suzzies orkester – Dansar i månens sken
- Svullo – För fet för ett fuck
- Håkan Södergren och Sveriges herrlandslag i ishockey – Nu tar vi dom
- Tears for Fears – Sowing the Seeds of Love
- Technotronic – Pump Up The Jam
- Tone Lōc – Wild Thing
- Magnus Uggla – Jag mår illa
- Jerry Williams – Did I Tell You
- White Lion – When the Children Cry
- Young MC – Bust a Move

## Årets videoalbum
Vänligen sortera soloartister på efternamn, musikgrupper på förstabokstaven (utan engelskans "The" och "A")
- Roxette – Look Sharp Live [5]
- Roxette – Sweden Live [5]

## Sverigetopplistan1989
| Datum                  | Låttitel                | Artist/grupp   | Bakgrund       |
| ---------------------- | ----------------------- | -------------- | -------------- |
| 25 januari 1989 (2v)   | Bring Me Edelweiss      | Edelweiss      | Österrike      |
| 8 februari 1989 (2v)   | Buffalo Stance          | Neneh Cherry   | Sverige        |
| 22 februari 1989 (6v)  | Did I Tell You          | Jerry Williams | Sverige        |
| 5 april 1989 (8v)      | Like A Prayer           | Madonna        | USA            |
| 31 maj 1989 (6v)       | Eternal Flame           | Bangles        | USA            |
| 26 juli 1989 (8v)      | Licence To Kill         | Gladys Knight  | USA            |
| 20 september 1989 (4v) | Jag mår illa            | Magnus Uggla   | Sverige        |
| 18 oktober 1989 (10v)  | Lambada                 | Kaoma          | Frankrike      |
| 27 december 1989 (6v)  | Another Day In Paradise | Phil Collins   | Storbritannien |

## Födda
- 9 januari - Angelika Prick, svensk skådespelerska.
- 14 januari – Fransesca Sandford, brittisk musiker, medlem i S Club 8.
- 24 januari – Calvin Goldspink, brittisk musiker, medlem i S Club 8.
- 17 februari – Stacey McClean, brittisk musiker, medlem i S Club 8.
- 8 april – Morgan Korsmoe, svensk musiker, medlem i Larz-Kristerz.
- 21 mars – Rochelle Wiseman, brittisk musiker, medlem i S Club 8.
- 1 september
  - Bill Kaulitz, tysk sångare, medlem i Tokio Hotel.
  - Tom Kaulitz, tysk musiker, medlem i Tokio Hotel.
- 8 september - Avicii, svensk DJ.
- 30 oktober – Jay Asforis, brittisk musiker, medlem i S Club 8.
- 30 november – Daisy Evans, brittisk musiker, medlem i S Club 8.

## Avlidna
- 11 januari – Einar Andersson, 79, svensk operasångare.
- 6 februari – Roy Eldridge, 78, amerikansk jazzmusiker.
- 10 maj – Woody Shaw, 44, amerikansk trumpetare.
- 4 juni – Lizzy Stein, 80, svensk skådespelare och sångare.
- 13 juni – Arne Söderberg, 65, svensk musiker, musiklärare och kompositör.
- 14 juni – Pete de Freitas, 27, trinidadisk musiker, trummis och producent.
- 16 juli – Herbert von Karajan, 81, österrikisk dirigent.[2]
- 3 augusti – Ulla Sjöblom, 62, svensk skådespelare och sångare.
- 8 september – Barry Sadler, 48, amerikansk sångare och författare.
- 29 september – Gunnar Wiklund, 54, svensk sångare (baryton).[2]
- 22 september – Irving Berlin, 101, amerikansk kompositör och sångtextförfattare.
- 5 november – Vladimir Horowitz, 85, pianist.[2]
- 30 november – Göran Järvefelt, 52, svensk operaregissör.
- 12 december – Gunnar "Siljabloo" Nilson, 64, svensk jazzklarinettist.[2]
- 19 december – Henry Theel, 72, finländsk sångare.
- 25 december – Gus Dahlström, 83, svensk skådespelare och musiker.
- 26 december – Lennox Berkeley, 86, brittisk kompositör.

### Fotnoter
1. ↑  ”Poplight - Melodifestivalen”. Arkiverad från originalet den 11 juli 2011. https://web.archive.org/web/20110711054018/http://poplight.zitiz.se/melodifestivalen/1989. Läst 1 januari 2011.
2. 1 2 3 4 5 6 7   Horisont 1989. Bertmarks
3. ↑  ”Poplight - Eurovision Song Contest”. Arkiverad från originalet den 11 juli 2011. https://web.archive.org/web/20110711124259/http://poplight.zitiz.se/eurovision-song-contest/1989. Läst 1 januari 2011.
4. ↑  Lotta Engbergs diskografi Arkiverad 3 februari 2011 hämtat från the Wayback Machine.
5. 1 2 3 4  Roxettes diskografi Arkiverad 24 augusti 2011 hämtat från the Wayback Machine.